# Badminton bei den Island Games 1985
Bei den Island Games 1985 wurden auf der Isle of Man sechs Badmintonwettbewerbe ausgetragen.

## Medaillengewinner
| Disziplin    | Gold                               | Silber                     | Bronze                                      |
| ------------ | ---------------------------------- | -------------------------- | ------------------------------------------- |
| Herreneinzel | Mark Leadbeater                    | Darren Le Tissier          | Andrew Podger                               |
| Herreneinzel | Mark Leadbeater                    | Darren Le Tissier          | John Tulloch                                |
| Dameneinzel  | Sally Podger                       | Bridget Hunt               | Sharon Baird                                |
| Dameneinzel  | Sally Podger                       | Bridget Hunt               | Elísabet Þórðardóttir                       |
| Herrendoppel | Steve Watson Ian Coombs-Goodfellow | Ian Lawson Andy Gallichan  | Mark Leadbeater Andrew Trebert              |
| Herrendoppel | Steve Watson Ian Coombs-Goodfellow | Ian Lawson Andy Gallichan  | Andrew Podger Stephen Trebert               |
| Damendoppel  | Sally Podger Wendy Luxton          | Bridget Hunt Susan Gammie  | Muriel Cain Pauline Kennish                 |
| Damendoppel  | Sally Podger Wendy Luxton          | Bridget Hunt Susan Gammie  | Elísabet Þórðardóttir Lovísa Sigurðardóttir |
| Mixed        | Steve Watson Jean Lawson           | Andy Gallichan Sally Adams | Paul Martin Sharon Baird                    |
| Mixed        | Steve Watson Jean Lawson           | Andy Gallichan Sally Adams | Andrew Podger Sally Podger                  |
| Team         | Guernsey                           | Jersey                     | Isle of Wight                               |